# Weltmeisterschaften im Bogenschießen 2003
Die Weltmeisterschaften im Bogenschießen 2003 wurden vom 14. bis 20. Juli in New York City, Vereinigte Staaten ausgetragen.

## Ergebnisse

### Recurvebogen
| Disziplin         | Gold                                                            | Silber                                                                   | Bronze                                                                          |
| ----------------- | --------------------------------------------------------------- | ------------------------------------------------------------------------ | ------------------------------------------------------------------------------- |
| Männer Einzel     | Michele Frangilli                                               | Im Dong-hyun                                                             | David Barnes                                                                    |
| Frauen Einzel     | Yun Mi-jin                                                      | Park Sung-hyun                                                           | Lee Hyun-jung                                                                   |
| Männer Mannschaft | Südkorea Yeong Jung-ki Lee Chang-hwan Park Kyung-mo Kim Won-sub | Italien Michele Frangilli Ilario Di Buò Matteo Bisiani Mario Casavecchia | China Chen Hongyuan Sun Jian Yang Bo Ni Guobin                                  |
| Frauen Mannschaft | Südkorea Yun Mi-jin Park Sung-hyun Lee Hyun-jung Park Mi-kyung  | Japan Sayoko Kawauchi-Kitabatake Sayami Matsushita Yukari Kawasaki       | Ukraine Kateryna Palecha Iulia Lobschanidse Tetjana Dorochowa Natalija Burdejna |

### Compoundbogen
| Disziplin         | Gold                                                                    | Silber                                                                     | Bronze                                                          |
| ----------------- | ----------------------------------------------------------------------- | -------------------------------------------------------------------------- | --------------------------------------------------------------- |
| Männer Einzel     | Clint Freeman                                                           | David Cousins                                                              | Braden Gellenthien                                              |
| Frauen Einzel     | Mary Zorn                                                               | Amber Dawson                                                               | Irma Luyting                                                    |
| Männer Mannschaft | Vereinigte Staaten David Cousins Braden Gellenthien Reo Wilde Dee Wilde | Italien Antonio Tosco Mario Ruele Fabio Girardi Marco Delministro          | Kanada Kevin Tataryn Ed Wilson Travis Van Daele Benny Rarenteau |
| Frauen Mannschaft | Vereinigte Staaten Mary Zorn Amber Dawson Aya Labrie Christie Bisco     | Frankreich Sandrine Vandionant Maggy Masson Cecile Jousselin Valérie Fabre | Deutschland Petra Dortmund Dorith Landesfeind Andrea Weihe      |

## Medaillenspiegel
| Platz  | Land               | Gold | Silber | Bronze | Gesamt |
| ------ | ------------------ | ---- | ------ | ------ | ------ |
| 1      | Südkorea           | 3    | 2      | 1      | 6      |
| 1      | Vereinigte Staaten | 3    | 2      | 1      | 6      |
| 3      | Italien            | 1    | 1      | 1      | 3      |
| 4      | Australien         | 1    | –      | 1      | 2      |
| 5      | Frankreich         | –    | 1      | –      | 1      |
| 5      | Japan              | –    | 1      | –      | 1      |
| 5      | Schweden           | –    | 1      | –      | 1      |
| 8      | Deutschland        | –    | –      | 1      | 1      |
| 8      | Kanada             | –    | –      | 1      | 1      |
| 8      | Niederlande        | –    | –      | 1      | 1      |
| 8      | Ukraine            | –    | –      | 1      | 1      |
| Gesamt | Gesamt             | 8    | 8      | 8      | 24     |